# Doppelgänger

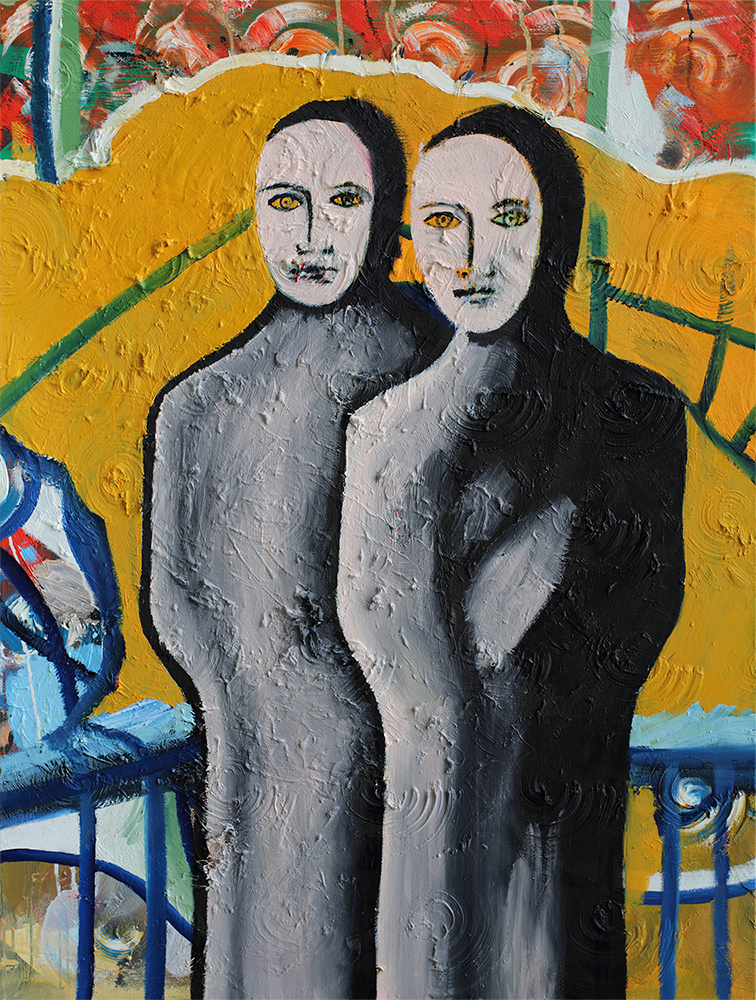
"Doppelgänger 1", pintura de Sebastian Bieniek.

Doppelgänger és el vocable alemany pel doble fantasmagòric d'una persona viva. La paraula prové de doppel, que significa "doble", i gänger, traduïda com a "caminant". La seva forma més antiga, encunyada pel novel·lista Jean Paul el 1796, és Doppeltgänger, 'el qui camina de costat'. El terme s'utilitza per a designar a qualsevol doble d'una persona, comunament fent referència al bessó malvat, d'origen mític, o al fenomen de la bilocació.
D'altra banda, la paraula també és usada per a descriure el fenomen pel qual es pot veure la pròpia imatge de cua d' ull.
Els Doppelgänger apareixen en diverses obres literàries de ciència-ficció i de fantasia, en les quals són un tipus de metamorfa que imita una persona o espècie en particular per algun motiu, generalment maligne.

## Casos més famosos de Doppelgänger
- Les suposades aparicions públiques del Doppelgänger d'Emilie Sagée, una mestra d'escola del segle xix, van ser registrades per Rober Dale Owen, després que Julie von Güldenstubbe fes públic el cas.
- Guy de Maupassant va registrar les seves experiències amb el seu Doppelgänger, i la seva història Ell?.
- Percy Bysshe Shelley afirmava haver conegut el seu Doppelgänger, que li havia aparegut per a presagiar-li la mort.
- John Donne, el poeta metafísic anglès, va conèixer qui sembla el Doppelgänger de la seva esposa a París, que li va augurar la mort de la seva filla, que encara no havia tingut.
- A la fi de la Segona Guerra Mundial corregué la brama que les forces soviètiques havien trobat un cadàver molt semblant a Adolf Hitler quan van entrar a Berlín.